# Chemin de l'Ombre
Pour les articles homonymes, voir Ombre (homonymie).
Ne doit pas être confondu avec chemin du Pont Rustique.
Le chemin de l'Ombre (en néerlandais: Schaduwsweg) est un chemin en forêt de Soignes.

## Situation
Il part de l'avenue de Flore pour terminer sa course au chemin du Pont Rustique.